# توبياس ميكلسن
توبياس بيليغارد ميكلسن (بالدنماركية: Tobias Mikkelsen)‏ (مواليد 18 سبتمبر 1986 في هيلسينغور، الدنمارك) لاعب كرة قدم دنماركي يجيد اللعب في مركز الجناح ويلعب حاليا في نوردسييلاند الدانماركي منذ 2009.

## مسيرته الكروية
لعب توبياس ميكلسن خلال مسيرته الاحترافية مع 7 أندية في ثمانية عشر موسمًا وسجل خلالها 50 هدف ضمن 310 مباراة. حيث فاز في أربعة مواسم بالكأس وفي موسمين بالدوري.
خاض توبياس ميكلسن مسيرته مع نادي لينغبي في موسم 2004–05 واستمر معه طيلة ثلاثة مواسم، مشاركًا في 57 مباراة سجل خلالها 11 هدفًا. ثم انتقل إلى نادي بروندبي في موسم 2007–08 ولمدة موسمين، حيث شارك في 24 مباراة سجل خلالها هدفين. لينتقل بعدها إلى نادي نوردشيلاند في موسم 2009–10 في المرة الأولى ليلعب معه أربعة مواسم ثم في موسم 2015–16 واستمر معه طيلة ثلاثة مواسم، مشاركًا طوالها في 117 مباراة سجل خلالها 18 هدفًا. ثم انتقل إلى نادي غرويتر فورت في موسم 2012–13 لمدة موسم واحد، مشاركًا في 6 مباريات ولم يسجل أي هدف. هذا وانتقل لاحقًا إلى نادي روسنبورغ في موسم 2013 واستمر معه طيلة ثلاثة مواسم، مشاركًا في 80 مباراة سجل خلالها 14 هدفًا. ثم انتقل بعدها إلى نادي بريزبان رور في موسم 2018–19 لمدة موسم واحد، مشاركًا في 18 مباراة سجل خلالها 3 أهداف. ليعود وينتقل من جديد، لكن هذه المرة إلى نادي هلسينغبورغ ما بين عامي 2019 و2020 لمدة موسم واحد، مشاركًا في 8 مباريات سجل خلالها هدفين.

## روابط خارجية
- توبياس ميكلسن على موقع الاتحاد الدولي (مؤرشف)  (الإنجليزية)
- توبياس ميكلسن على موقع الاتحاد الأوربي (الإنجليزية)
- توبياس ميكلسن على موقع قاعدة بيانات كرة القدم.إي يو (الإنجليزية)
- توبياس ميكلسن على موقع ناشيونال فوتبول تيمز (الإنجليزية)
- توبياس ميكلسن على موقع Soccerbase.com (لاعب) (الإنجليزية)
- توبياس ميكلسن على موقع Soccerway.com (الإنجليزية)
- توبياس ميكلسن على موقع عالم كرة القدم.نت (الإنجليزية)
- توبياس ميكلسن على موقع AS.com (الإسبانية)